# Troisième Cinéma
Le Troisième Cinéma (espagnol : Tercer Cine) est un courant cinématographique initié en Amérique latine dans les années 1960-70. Il se construit en opposition au cinéma de divertissement américain et l'auteurisme européen.
Il est associé à un manifeste, Hacia un tercer cine, écrit par les réalisateurs argentins Fernando Solanas et Octavio Getino et publié dans Tricontinentale.
Il se manifeste dans la Palestine occupée avec l’institut du cinéma palestinien, avec Sulafa Jadallah, première palestinienne réalisatrice, Hany Jawhariyya et Mustapha Abu Ali.